# Västanfjärds församling
Västanfjärds församling var en självständig luthersk församling belägen i Västanfjärds kommun i Egentliga Finland. Sedan 2024 ingår den i Kimitoöns församling.

## Historia
Västanfjärd omnämndes som kapellförsamling under Kimito församling år 1694 och 1722. År 1759, när Västanfjärds gamla kyrka färdigställdes, betecknades församlingen som ett predikohus. År 1779 fick Västanfjärd sin första predikant och erhöll kapellrätter år 1794. Den första kaplanen tillträdde dock inte förrän år 1825. År 1904 blev Västanfjärds församling självständig.
På juldagen den 25 december 1928 bröt en brand ut i kyrkan, men den kunde släckas i ett tidigt skede. En annan brand inträffade den 28 december 1941 då kyrkans mellantak började brinna, men även denna gång släcktes elden snabbt.

## Lokaler
- Västanfjärds gamla kyrka
- Västanfjärds nya kyrka
- Västanfjärds gamla begravningsplats
- Västanfjärds nya begravningsplats